# Móvil (bebé)

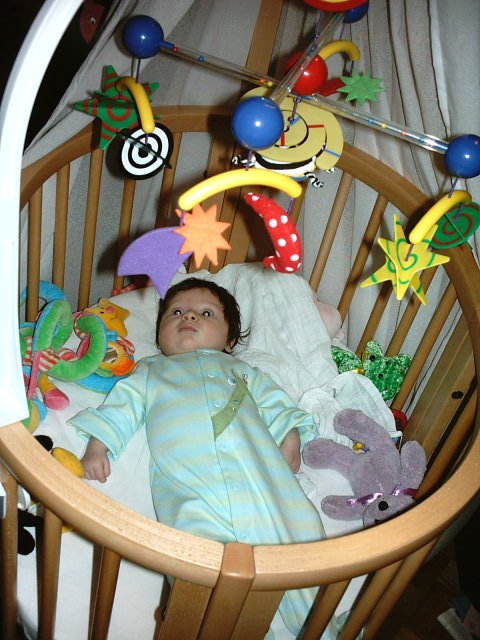
Móvil sobre la cuna de un bebé

Se llama móvil a un entretenimiento para bebés consistente en un mástil curvo del que cuelgan unas cuantas figuras de colores que se mueven o dan vueltas alrededor de él. 
El uso del móvil está recomendado para los primeros meses de vida (de 0 a 3 meses) en que los niños empiezan a fijar la percepción de formas y colores, dado que la estimulación sensorial se considera vital en esta etapa. Se suele fijar al lateral de la cuna o del cambiador de modo que los muñecos cuelgan sobre el cuerpo del bebé cuando se encuentra en posición recostada. Muy a menudo, los móviles llevan incorporado un mecanismo que lo hace girar, iluminarse o emitir música lo que contribuye a la relajación del pequeño bebé. 
Es recomendable retirar el móvil a partir de los cinco meses o cuando el niño aprenda a sentarse pues puede tirar de él lastimándose.